# أنطونيوس
أنطونيوس (بالإغريقية: Ἀντίνοος)‏ (27 نوفمبر 111 - 30 أكتوبر 130) هو شاب إغريقي من بيثينيا، كان عشيق والشخص المفضل للإمبراطور الروماني هادريان. أصبح بمثابة إله بعد وفاته وأصبح يُعبد في الشرق اليوناني والغرب اللاتيني، ومنهم من إعتبره الإله "ثوس"، والبعض الآخر اعتبره أحد الأبطال.
يعرف القليل عن حياة أنطونيوس رغم معرفة مكان ولادته في كليدوبولس (بولو في تركيا حالياً) إحدى مقاطعات بيثينيا الرومانية. يُرجح أنه قابل الإمبراطور هادريان في سنة 123، قبل أن ينتقل إلى إيطاليا للدراسة العليا. أصبح المفضل لدى هادريان سنة 128 عندما تم نقله في جولة كجزء من الحاشية الشخصية لهادريان. رافق أنطونيوس هادريان خلال مراسم أسرار اليوسيس السنوية في أثينا. كما أنه كان معه عندما قتل الأسد ماروسيان في ليبيا. في شهر أكتوبر سنة 130 وخلال أسطول الذهاب على طول نهر النيل توفي أنطونيوس وسط ظروفٍ غامضة، وقد تم اقتراح طرق لوفاته لاحقاً منها الغرق بشكل عرضي، ومنها التضحية البشرية المتعمدة.
أصبح أنطونيوس مرتبط مع المثلية الجنسية في الثقافة الغربية، والتي تظهر بأعمال أوسكار وايلد وفرناندو بيسوا.